# ヴァシーリー・ヴェレシチャーギン

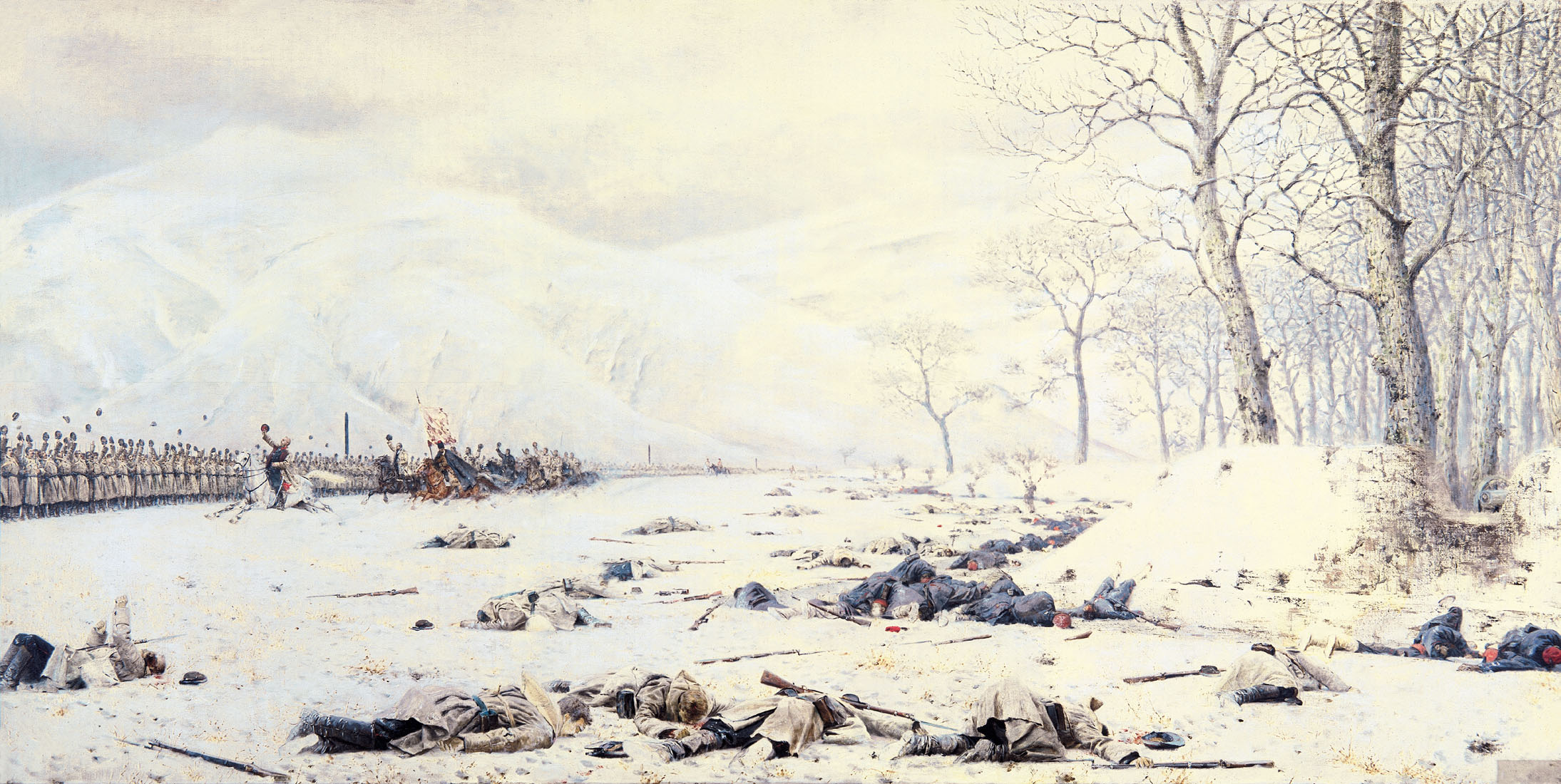
「シプカの戦場」

ヴァシーリー・ヴァシーリエヴィチ・ヴェレシチャーギン（ロシア語:Васи́лий Васи́льевич Вереща́агин、 ラテン文字転写の例:Vasilij Vasil'evič Vereščagin、1842年10月26日 - 1904年4月13日）は、ロシアの画家。 姓はヴェレシャーギンとも転写し得る。「ヴァシーリー」は「ワシリー」、「ヴェレシチャーギン」は「ヴェレシチャギン」とも表記される。
ロシア帝国の中央アジア征服や露土戦争に従軍して戦場をテーマとした作品を数多く残す。日露戦争で取材のため乗っていた戦艦が沈没し死去。

## 経歴

### 世界を知る

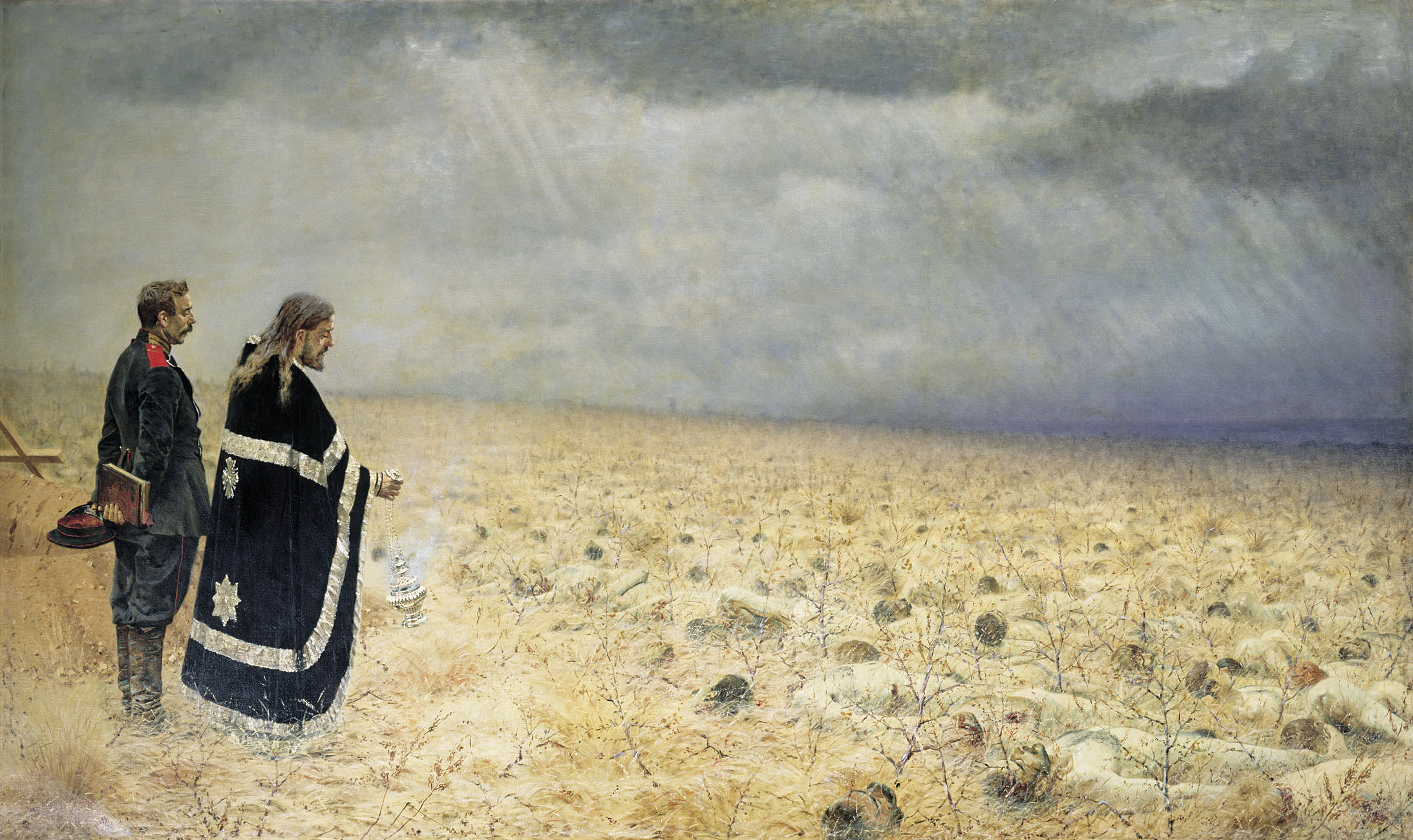
『敗北。パニヒダ。』（Побежденные. Панихида.）ヴェレシチャーギンによる露土戦争の一場面を描いた油彩画。膨大な数の兵士達の遺体を前に、正教会の司祭が振り香炉を振りつつ、パニヒダを捧げている。

ロシア帝国ノヴゴロド州チェレポヴェツに、豪農の息子として生まれる。8歳の時、両親の希望で軍の幼年学校に入れられた。1853年、サンクトペテルブルクの海軍士官学校に入学。1858年にフリゲート「カムチャッカ」号で西ヨーロッパやエジプトを訪問。1859年に士官となるが、軍を辞めて翌年からペテルブルク美術学校で学ぶ。優秀な成績だったものの、授業方法を退屈に思い3年で退学。ティフリスに長期間滞在した後、フランスに渡りピレネー山脈などを訪ね、パリに一年間暮らす。パリではエコール・デ・ボザールに学び、ジャン＝レオン・ジェロームに師事する。画家として彼はフランス派に属し、精密な描写・鋭い造形、そして柔らかで明るいカラフルな色調の組み合わせを特徴とした。
1867年、コンスタンティン・フォン・カウフマン将軍によるトルキスタン（中央アジア）遠征に従軍し、サマルカンド攻撃などを目撃。1868年にカウフマン将軍の後援でトルキスタンをテーマとした個展を開催した。1870年はドイツ帝国ミュンヘンに滞在し、従軍中に描き溜めたスケッチや研究を絵画として完成させる作業をした。彼の関心は戦闘場面よりもむしろ中央アジアのエキゾチックな建築や風俗に向けられた。1874年にはインドに長期旅行をし、イギリスに植民地支配されるインドの実態を見聞する。1877年、露土戦争に従軍。司令官のはからいで副官の地位と軍内で自由に行動する権利を与えられ、シプカ峠の戦いを目撃。プレヴェン攻略戦では兵士として従軍していた彼の兄弟が戦死、自身も重傷を負った。この悲惨な戦いは彼の世界観を変えるものだった。

### 戦争画家・平和主義

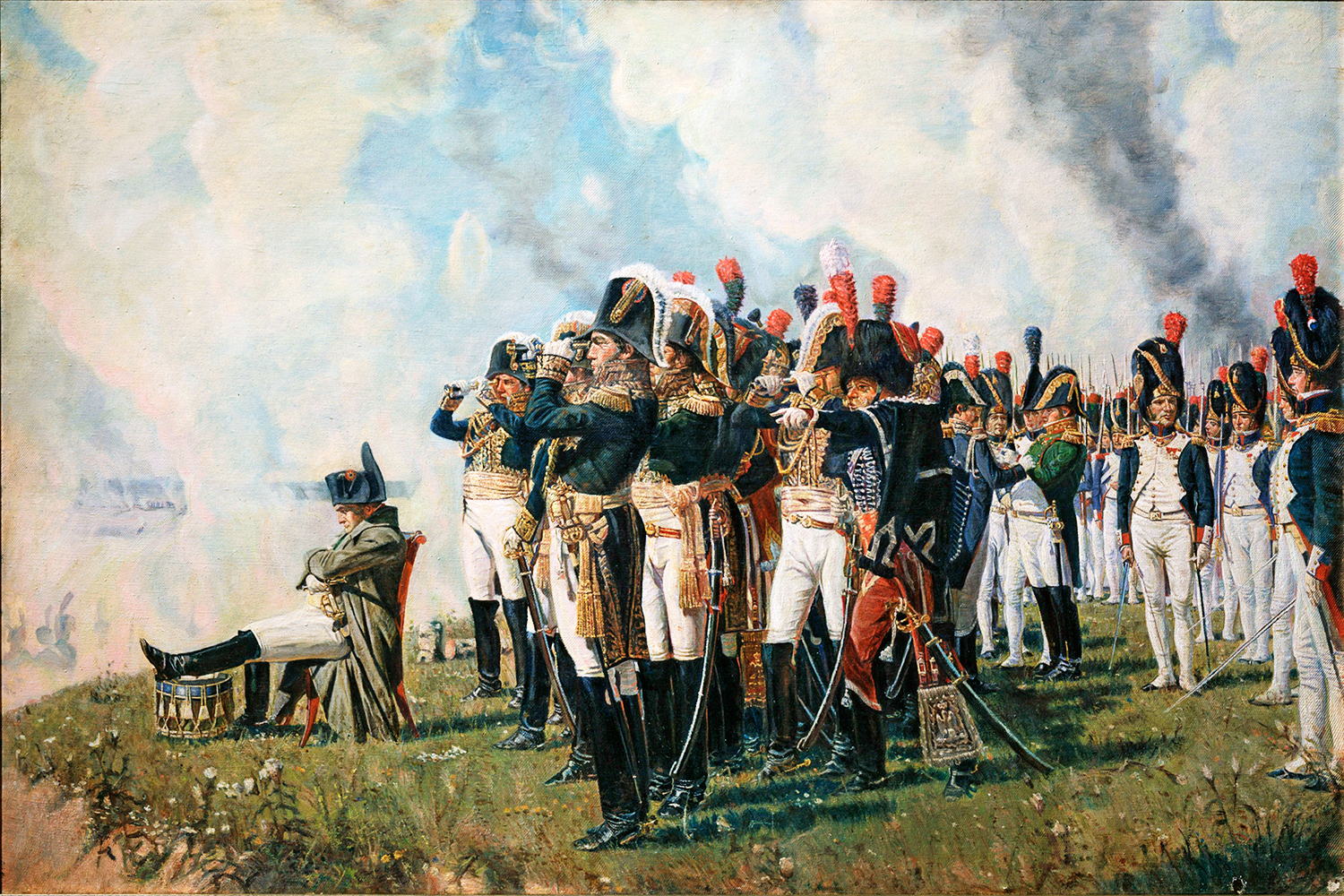
『ボロジノのナポレオン』（1897年）

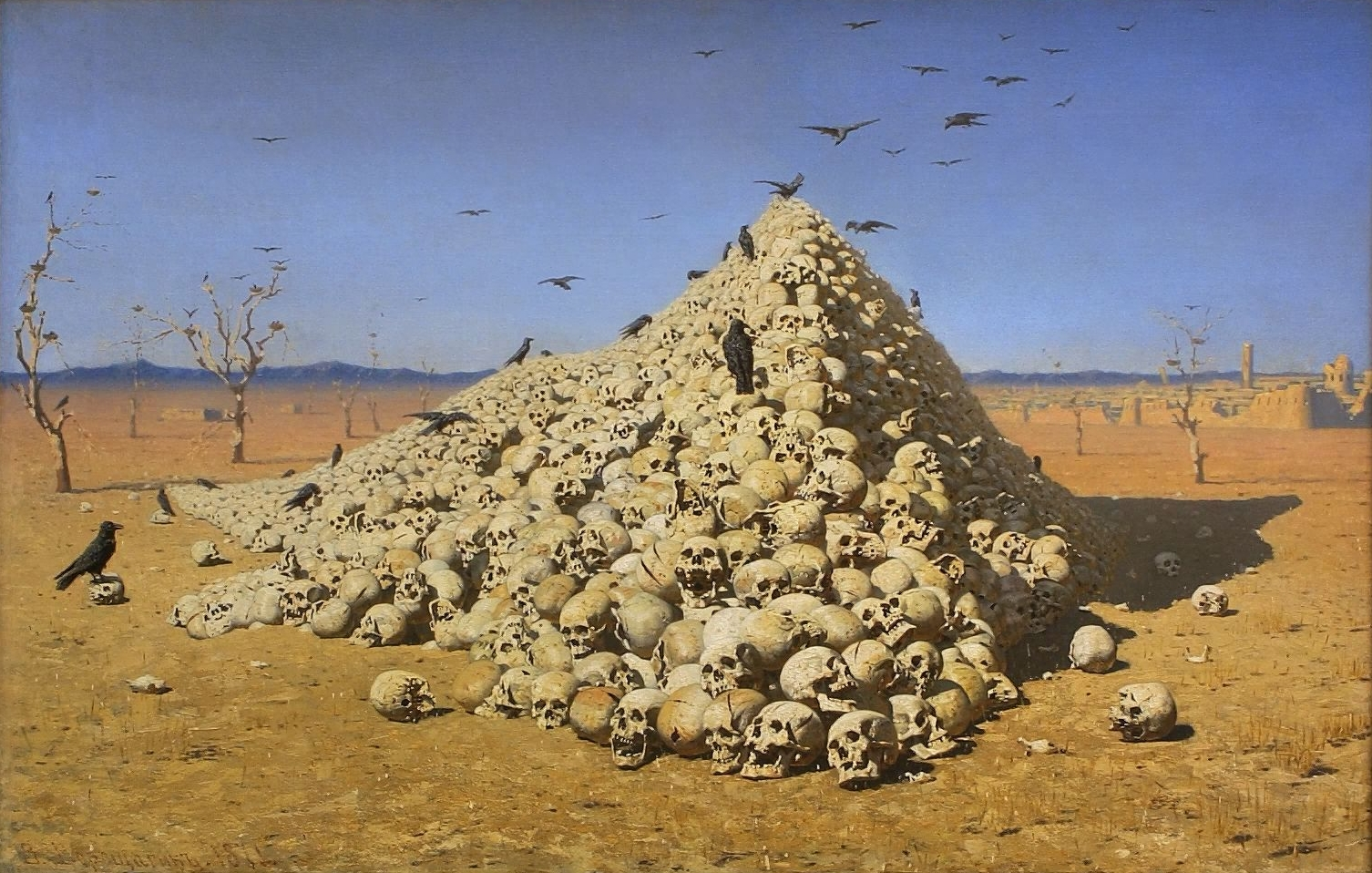
『戦争の結末』（:ru:Апофеоз войны, 1871年。モスクワ・トレチャコフ美術館蔵）

以後、彼は平和主義者として、戦争の悲惨さを現地でのスケッチを基にした写実的な絵画で表現してゆくことになる。そのため戦争を描いた彼の絵には死者、負傷者、略奪、野戦病院、雪に埋まった兵士の遺体などがよく登場する。こうしたテーマは、普段絵画や美術に関心のない人々をも惹き付けた。また彼の民主主義的思想は、移動派に近いものだった。それまでの英雄礼賛だった戦争絵画に、哲学的な意味を持たせるようになった。連作が多く、トルキスタン遠征（1871年‐1874年）、露土戦争（1877‐1878年、1880年以後）、ナポレオン・ボナパルトの侵攻を迎え撃った祖国戦争をテーマに描いたものがある。特に後者からはボロジノの戦いを描いた代表作『ボロジノのナポレオン』が生まれている。
彼の絵は戦争をテーマとしている故にプロパガンダに利用されることもあった。別の代表作『戦争の結末』は頭蓋骨の山を描いたものであるが、1980年に出版されたアルメニア人虐殺について書かれた本の表紙に「1916年、西アルメニアにおけるトルコによる残虐行為」というキャプションをつけて掲載され、後にヴェレシチャーギンの作品であることが判明している。

### 長期旅行における作品群

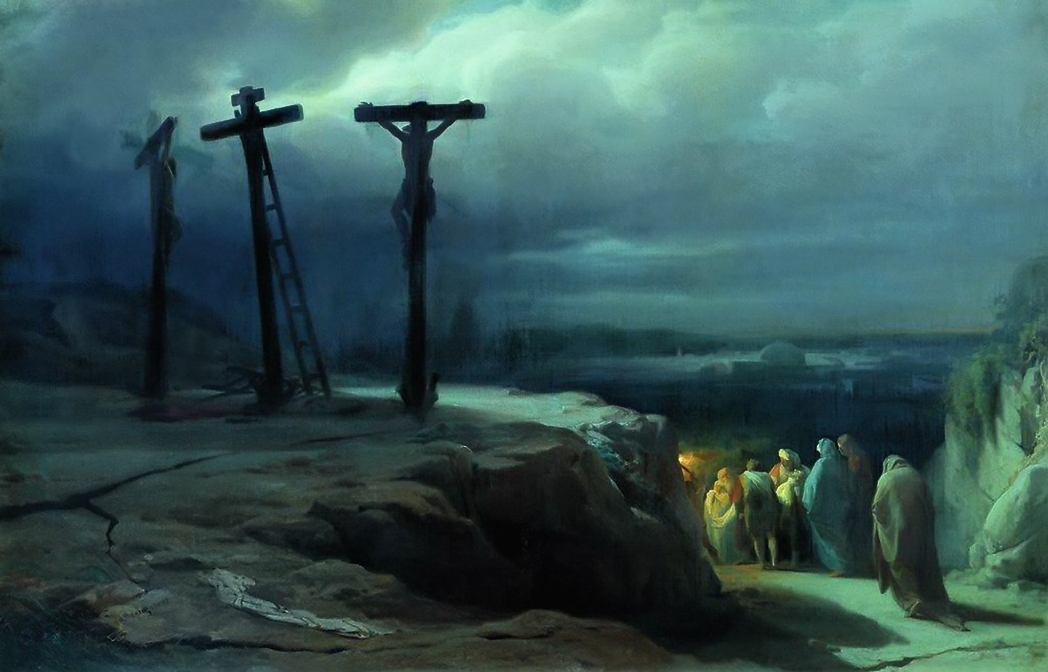
『ゴルゴファ（ゴルゴタの丘）の夕べ』ヴァシーリー・ヴェレシチャーギンによる(1869年)、ハリストス(キリスト)の埋葬準備の光景

1881年から翌年にかけて、オーストリア・ハンガリー帝国首都ウィーンや、ドイツ首都ベルリンなどに長期旅行に出かける。湯治で滞在中のドイツ西部のバート・エムスでは、聖アレクサンドラ教会の祭壇にキリストの復活を描いた。さらに1884年には二度目のインド旅行を行い、シリアやパレスチナにも足を延ばした。
パレスチナの聖地を訪れた彼は、キリストの生涯を描いた一連の作品で、それまでの西欧におけるヨーロッパ化されたキリスト像ではなく、現地で実際に見聞した風俗や風景を描きこんだ自然主義的な手法を用い、キリストを中東の人間として描いて物議を醸した（但し正教会のイコンは西欧の絵画とは違い、元々、中東の人間としてキリストを描いている）。
彼の脚はさらに故郷ロシア、東ヨーロッパ、さらにアメリカ合衆国にまで延びる。アメリカから米西戦争の戦場となっていたキューバ、フィリピンを訪問。さらに1903年に日本の京都や日光を訪問。日本の文化や歴史に親しみ、帰国後に日光東照宮や和服姿の女性像などを絵に描いている。

### 死
ところが1904年に彼の母国ロシアと日本の間で日露戦争が勃発。彼はロシアの租借地で、軍港と要塞があった旅順に移る。ここでも従軍した彼は、旅順艦隊司令長官ステパン・マカロフに招待され、その旗艦である戦艦「ペトロパヴロフスク」に乗り込み、戦争の風景を描いていた。しかし、4月13日に「ペトロパヴロフスク」は日本軍の敷設した機雷に接触。触雷からわずか数分で火薬庫が爆発したため、マカロフやヴェレシチャーギンはじめ乗組員のほとんどが戦死した。ヴェレシチャーギン最後の作品となったマカロフの幕僚会議の様子を描いたスケッチが、波間に漂っているところを無事拾われたという。
彼の死は敵国日本でも報じられ、幸徳秋水や中里介山（「嗚呼ヴェレスチャギン」）が追悼文を残している。